# سيف الأمازون كبير الأزهار
سيف الأمازون كبير الأزهار (الاسم العلمي:Echinodorus grandiflorus) هو نوع من النباتات يتبع جنس سيف الأمازون من الفصيلة المزمارية.